# 카라 (영상제작회사)
주식회사 카라(일본어: 株式会社カラー, 영어: khara, inc.)는 2006년 5월에 안노 히데아키(庵野秀明)가 창립한 영상 작품의 기획, 원작, 각본, 디자인 등의 개발과 영상 작품의 제작 등의 사업을 하는 애니메이션 제작사이다.
대표작으로는 안노 히데아키가 감독으로서 기획한 에반게리온 서, 에반게리온 파, 에반게리온 큐 등이 있다.